# محمد بن الصديق الزمزمي
محمد الزمزمي بن محمد بن الصديق الغماري الإدريسي الحسني هو عالم دين مغربي ولد ببور سعيد بمصر في طريق والديه إلى الحج عام 1330هـ. يعتبر من كبار مناهضي فكر التصوف في المغرب. توفي يوم الجمعة في 28 ذو الحجة عام 1408هـ. ابنه هو عبد الباري الزمزمي.

## مسيرته
ولد في أسرة أشعرية، وبيت لطريقة صوفية (الطريقة الصديقية)، حفظ القرآن الكريم على شيخه الفقيه محمد الأندلسي، وفي عام 1349 هـ شرع في قراءة العلم على أخيه الأكبر أحمد، ثم شدَّ الرحلة إلى القاهرة صحبه أخيه عبد الله الذي قرأ معه الآجرومية، وطرفاً من ألفية بن مالك، وورقات إمام الحرمين، وأوائل جمع الجوامع على الباخرة.
ولما وصل إلى القاهرة التحق بالأزهر، فقرأ على جماعة من شيوخه، كالشيخ عبد السلام غنيم، وأبي طالب حسنين، ومحمود الإمام، وعبد المجيد الشرقاوي، والشيخ محمد بخيت المطيعي وغيرهم، واختار في الفقه قراءة مذهب أحمد.
ثم رجع إلى طنجة عند وفاة والده عام 1354 هـ، وجعل يلقي دروساً تطوعيَّة بالجامع الكبير، وبزاوية والده في التفسير والحديث، والتفَّ حوله جماعة من الطلبة، فقرأ معهم الأصول والمنطق والعربة والبلاغة. من ابنائه العالم المغربي عبد الباري الزمزمي.

## حربه مع المتصوفة
لما بلغ سن الأربعين، أشهر حرباً عنيفة على الطرق الصوفية، وضلَّلهم وبدعهم، وكفر عدداً منهم، وتبرأ من والده كتابةً وكتب: [الزاوية وما فيها من البدع والأعمال المنكرة]، قال في ديباجته: «ألا فليشهد عليَّ المؤمنون، والعلماء الصالحون أنِّي أتبرأ من المتصوِّفة الجاهلين، وأتقرَّب إلى الله ببغضهم، وأدعو إلى محاربتهم...».
كان في محاربته للصوفية تركيزه على إتهامهم بتلاعبهم على الناس، وهم إخوته وتلامذة والده، فعاداهم وهجرهم. ووقعت بينه وبين إخوته ردود عديدة، حيث قام بعض إخوته بمرافعة ضده في المحاكم.
لكن في ايامه الأخيرة اعلن ندمه[بحاجة لمصدر] وزاره اخوانه في بيته السيد عبد الله والسيد عبد الحي وقال لهم بفمه ان شفاني الله سوف اقوم بزيارة زاوية والدنا[بحاجة لمصدر]. وهو رغم رده المتعصب إلى انه كان يحتفل بالمولد النبوي.

## مؤلفاته
له الكثير من المؤلفات اشهرها
- الزاوية وما فيها من البدع والأعمال المنكرة
- الطوائف الموجودة في هذا الوقت
- إعلام المسلمين بوجوب مقاطعة المبتدعين والفجار والظالمين
- كشف الحجاب عن المتهور الكذاب
- دلائل الإسلام
- التفرنج
- المحجة البيضاء
- تحذير المسلمين من مذهب العصريين